# Glenea siporana
Glenea siporana är en skalbaggsart som beskrevs av Stefan von Breuning 1950. Glenea siporana ingår i släktet Glenea och familjen långhorningar. Inga underarter finns listade i Catalogue of Life.